# Сердица
Сердица (укр. Сердиця) — село в Щирецкой поселковой общине Львовского района Львовской области Украины.
Население по переписи 2001 года составляло 336 человек. Занимает площадь 1,32 км². Почтовый индекс — 81161. Телефонный код — 3230.